# أود إريكسن
أود إريكسن هو سياسي نرويجي، ولد في 11 مارس 1955 في ساندنشان ‏ في النرويج. نشط حزبياً في حزب العمال.

## مناصب
- انتخب حاكم نورلان ‏ (2006 – 2013).
- انتخب عضو برلمان النرويج  [لغات أخرى]‏ عن دائرة نورلان وقد انضم خلال فترته النيابية ‏ (1 أكتوبر 1989 – 10 أكتوبر 1989) للكتلة البرلمانية حزب العمال.
- انتخب عضو برلمان النرويج  [لغات أخرى]‏ عن دائرة نورلان وقد انضم خلال فترته النيابية ‏ (1 أكتوبر 1997 – 30 سبتمبر 2001) للكتلة البرلمانية حزب العمال.
- انتخب عضو برلمان النرويج  [لغات أخرى]‏ عن دائرة نورلان وقد انضم خلال فترته النيابية ‏ (1 أكتوبر 1993 – 30 سبتمبر 1997) للكتلة البرلمانية حزب العمال.
- انتخب وزير التجارة والصناعة ‏ (17 أكتوبر 2005 – 29 سبتمبر 2006).
- انتخب نائب عضو برلمان النرويج  [لغات أخرى]‏ عن دائرة نورلان وقد انضم خلال فترته النيابية ‏ (1989 – 1993) للكتلة البرلمانية حزب العمال.

## وصلات خارجية
- أود إريكسن على موقع IMDb (الإنجليزية)